# منتخب جمهورية صرب البوسنة لكرة القدم
منتخب جمهورية صرب البوسنة الوطني لكرة القدم هو ممثل جمهورية صرب البوسنة الرسمي في المنافسات الدولية في كرة القدم في فئة كرة القدم للرجال.